# 개미탑
개미탑( - 塔, 학명: Haloragis micrantha)은 한국·일본·중국·오스트레일리아 등지에 분포하는 여러해살이풀이다. 산이나 들의 양지쪽 풀밭에서 자라며, 키는 30cm 정도이고 밑쪽이 옆으로 기면서 가지가 갈라지며 보통 적갈색이 돌고 네모져 있다. 잎은 마주나고 잎자루가 없으며 난원형으로 톱니가 약간 있다. 황갈색의 꽃은 7-8월에 원뿔형의 총상꽃차례로 가지 끝에 핀다.